# Villota del Duque
Villota del Duque es una localidad y también una pedanía española de la provincia de Palencia (comunidad autónoma de Castilla y León). Pertenece al municipio de Loma de Ucieza.

## Geografía
Limita al norte con Vega de Doña Olimpa, Villamelendro de Valdavia y Villasila de Valdavia. Al Este con Arenillas de Nuño Pérez y Villanuño de Valdavia. Al Sur con Itero Seco, Bahillo y Gozón de Ucieza y al oeste con Portillejo.
Superficie: 22,45 km². 
Altitud: 902 m

## Historia
A la caída del Antiguo Régimen la localidad se constituye en municipio constitucional y que en el censo de 1842 contaba con 64 hogares y 333 vecinos. A finales del siglo XX desaparece este municipio al integrarse en Loma de Ucieza.
En Puerto Rico, Luis Muñoz Iglesias, natural de Villota, formó una extensa familia, de la que descendía uno de los gobernadores de Puerto Rico.

## Geografía humana

### Demografía
| Gráfica de evolución demográfica de Villota del Duque entre 1842 y 1970 |
| |
| Población de derecho según los censos de población del INE Población de hecho según los censos de población del INEEntre el censo de 1981 y el anterior, este municipio desaparece porque se agrupa en el municipio 34903 (Loma de Ucieza) |

Evolución de la población en el siglo XXI
| Gráfica de evolución demográfica de Villota del Duque entre 2000 y 2020 |
|                                                                         |
| Población de derecho (2000-2020) según el padrón municipal del INE      |

## Patrimonio
- Iglesia de San Esteban.
- Alto de San Vicente: Necrópolis medieval.
- Monte “Morcorio”: Monte número 349 del Catálogo de Montes de Utilidad Pública de Palencia. Superficie: 662 ha

## Hijos ilustres
- Luis Muñoz Iglesias (12 de octubre de 1797- 5 de diciembre de 1852): Teniente coronel, pertenecía a la Real y Militar Orden de San Hermenegildo. A los catorce años se unió a los milicianos que lucharon contra la invasión francesa que dirigió Napoleón. Fue cabo, sargento, húsar de Castilla, teniente, capitán, comandante en ascensión militar de guerra y paz. Le enviaron en misión a Venezuela cuando las guerras de independencia que libraban las colonias españolas y al terminar la guerra, de regreso a España se quedó en Puerto Rico, hacia 1824. Tenía 27 años de edad. Se casó Luis Muñoz Iglesias con María Escolástica Barrios, de Cidra. Le nacieron del matrimonio los hijos Manuel, Casimiro, Luis, Miguel, Vicente, Ángel, Ramón, Mercedes, Josefa, Monserrat, Luisa y Genara. Aquel soldado castellano salió de Villota del Duque a los 14 años, un niño casi, y que luego fue a parar a América.
- Bernardo Marcos Valdivieso: Médico.
- Constancio de la Fuente Lorenzo (siglo XIX), farmacéutico
- Mariano González Lorenzo (siglo XIX), doctor en Derecho Civil y Canónico. Alcalde de Valladolid, de 1897 a 1901.
- Calixto Lorenzo Rodríguez (siglo XIX), doctor en Jurisprudencia con la tesis doctoral Sistemas filosóficos del Derecho (1858).
- Rafael Merino Lorenzo (siglo XIX), licenciado en Medicina
- Ángel García Herrero (27 de enero de 1914-25 de julio de 2006): Monje.

## Fiestas
- San Esteban: 3 y 4 de agosto.
- San Antonio de Padua (Voto Villa): 13 de junio.

## Galería
Villota del Duque

## Videos
- Villota del Duque en primavera

- Datos: Q6163081